# Maria Cristina de Habsburg
Maria Cristina de Habsburg (în germană Maria Christina; n. 10 noiembrie 1574, Graz, Monarhia Habsburgică – d. 6 aprilie 1621, Hall în Tirol, Tirol, Austria) a fost o prințesă germană membră a Casei de Habsburg și, prin căsătorie, prințesă a Transilvaniei. După abdicarea soțului ei, Sigismund Báthory, a devenit principesă a Transilvaniei în 1597 (prima oară) și 1598 (a doua oară).
A fost fiica Arhiducelui Carol al II-lea de Austria, fiul împăratului Ferdinand I și a Mariei Anna de Bavaria. Fratele ei mai mic, Arhiducele Ferdinand, a devenit împărat al Sfântului Imperiu Roman în 1619.

## Biografie

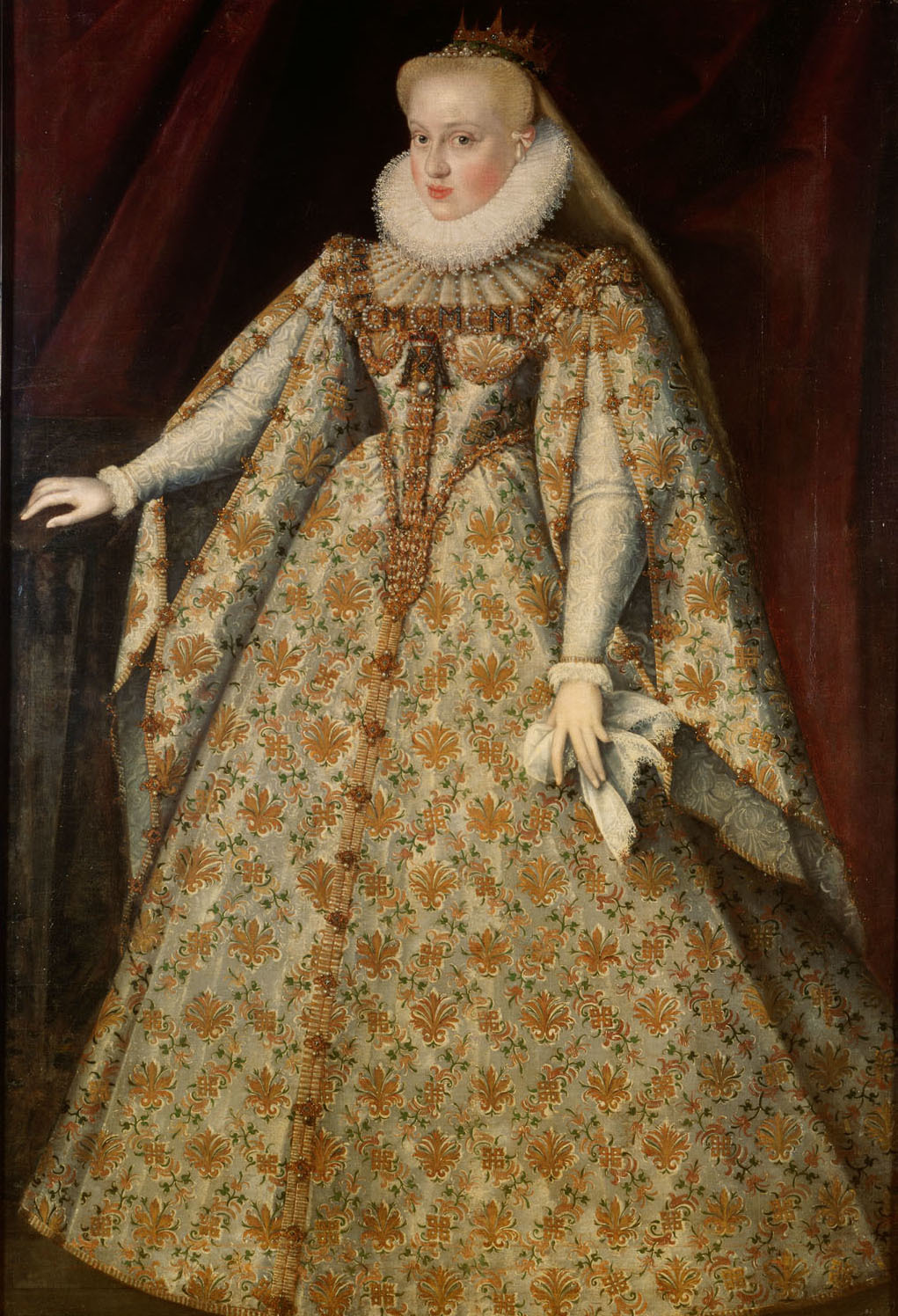
Maria Cristina de Habsburg, soția lui Sigismund Báthory

La 7 februarie 1595, la Graz, s-a trimis petiția oficială de căsătorie între Maria Cristina și Sigismund Báthory, principe al Transilvaniei, prin nobilul Ștefan Bocskay. Contractul de căsătorie a fost negociat aproape o lună, și, în final, la 15 iunie, mireasa însoțită de mama ei, de prințul-episcop George de Lavant și 6000 de călăreți germani au plecat la întâlnirea cu mirele. La Kaschau (Košice), Maria Cristina  a căzut bolnavă cu febră, ceea ce a întârziat călătoria.
Căsătoria a avut loc la 6 august 1595 la Weißenburg (Alba Iulia) și curând Maria Cristina s-a mutat în Transilvania.
Căsătoria a fost considerată ca un câștig politic major; Sigismund, fost vasal al Imperiului Otoman, a format legături strânse cu Sfântul Imperiu Roman. Împăratul Rudolf al II-lea l-a numit pe Sigismund Prinț al Sfântului Imperiu Roman (Reichsfürst), și a asigurat posesia Transilvaniei în cazul în care cuplul ar rămâne fără urmași. Acordul a fost semnat la 16 ianuarie 1595 de către parlamentul maghiar la Bratislava.
Mariajul s-a dovedit a fi unul nefericit: Sigismund, după o noapte a nunții dezastruoasă, a refuzat să consume căsătoria și și-a închis soția în Cetatea Chioarului, unde Maria Cristina a fost ținută prizonieră până la 18 aprilie 1598, când, la cererea  nobilimii locale, ea a fost aleasă să ocupe tronul Transilvaniei după ce soțul ei a abdicat. Domnia ei a rămas însă literă moartă, împăratul Rudolf al II-lea trimițându-și reprezentanții pentru a conduce. La 20 august 1598, Sigismund Báthory și-a recâștigat tronul și s-a împăcat cu soția sa, însă a trimis-o din nou în arest, în Cetatea Chioarului.
Când Sigismund a abdicat pentru a doua oară, în martie 1599, Maria Cristina l-a părăsit și s-a întors în aprilie în Austria. La 17 august 1599 Papa Clement al VIII-lea a dizolvat căsătoria și, în 1607, ea s-a alăturat surorii sale mai mici, Arhiducesa Eleanor de Austria, la mănăstirea de maici din Hall (Haller Damenstift, din Hall in Tirol), unde a murit în 1621, la vârsta de 46 de ani.